# نادي اتحاد تاونات

## تعريف النادي
نادي اتحاد تاونات هو نادي كرة قدم مغربي من مدينة تاونات تاسس سنة 1991,يقع ملعبه بحي الرميلة صعد إلى القسم الأول هواة موسم 2010/2011.

## ملعب اتحاد تاونات
ملعب 16 نونبر هوا ملعب يقع في حي الرميلة كما يسميه جل سكان المدينة وهوا يتسع إلى 1500 بارضية ذات عشب اصطناعي تم اصلاحه سنة 2014/2016.